# Pays des Mauges
 (juillet 2025).
Motif : Sans sources secondaires.
- Archive Wikiwix
- Bing
- Cairn
- DuckDuckGo
- E. Universalis
- Gallica
- Google
- G. Books
- G. News
- G. Scholar
- Persée
- Qwant
- (zh) Baidu
- (ru) Yandex
- (wd) trouver des œuvres sur Wikidata

| 1. | Préciser le motif de la pose du bandeau. | Précisez le motif de la pose du bandeau en utilisant la syntaxe suivante : {{admissibilité à vérifier\|date=juillet 2025\|motif=remplacez ce texte par le motif}}                    |
| 2. | Informer les utilisateurs concernés.     | Pensez à avertir le créateur de l'article, par exemple, en insérant le code ci-dessous sur sa page de discussion : {{subst:avertissement admissibilité à vérifier\|Pays des Mauges}} |

Le syndicat mixte du Pays des Mauges est une ancienne structure administrative française d'aménagement du territoire (loi LOADDT), située dans le département de Maine-et-Loire et la région Pays de la Loire, créée le 27 juin 1978 et dissoute le 1er janvier 2016 pour créer la  communauté d'agglomération Mauges Communauté,.
À sa dissolution le 31 décembre 2015, il comprenait 6 communes nouvelles, soit 63 communes déléguées, pour environ 117 000 habitants.

## Composition
Ce pays regroupait 7 anciennes communautés de communes : 
- la Communauté de communes du canton de Champtoceaux, remplacée par la commune nouvelle d'Orée d'Anjou,
- la communauté de communes du Canton de Montrevault, remplacée par la commune nouvelle de Montrevault-sur-Èvre,
- la communauté de communes du canton de Saint-Florent-le-Vieil, remplacée par la commune nouvelle de Mauges-sur-Loire,
- la communauté de communes du Centre-Mauges, remplacée par la commune nouvelle de Beaupréau-en-Mauges,
- la communauté de communes de la région de Chemillé, remplacée par la commune nouvelle de Chemillé-en-Anjou,
- la communauté de communes de Moine et Sèvre, remplacée par la commune nouvelle de Sèvremoine,
- la communauté de communes du Bocage,

soit 69 communes au total, dont 63 anciennes communes dans les 6 premières devenues des communes déléguées le 15 décembre 2015 :
1. Andrezé
2. Beaupréau
3. Beausse
4. Botz-en-Mauges
5. Bourgneuf-en-Mauges
6. Bouzillé
7. Champtoceaux
8. Chanzeaux
9. Chaudron-en-Mauges
10. Chemillé
11. Cossé-d'Anjou
12. Drain
13. Gesté
14. Jallais
15. La Boissière-sur-Èvre
16. La Chapelle-du-Genêt
17. La Chapelle-Rousselin
18. La Chapelle-Saint-Florent
19. La Chaussaire
20. La Jubaudière
21. La Jumellière
22. La Poitevinière
23. La Pommeraye
24. La Renaudière
25. La Salle-de-Vihiers
26. La Salle-et-Chapelle-Aubry
27. La Varenne
28. Landemont
29. Le Fief-Sauvin
30. Le Fuilet
31. Le Longeron
32. Le Marillais
33. Le Mesnil-en-Vallée
34. Le Pin-en-Mauges
35. Le Puiset-Doré
36. Liré
37. Melay
38. Montfaucon-Montigné
39. Montjean-sur-Loire
40. Montrevault
41. Neuvy-en-Mauges
42. Roussay
43. Saint-André-de-la-Marche
44. Saint-Christophe-la-Couperie
45. Saint-Crespin-sur-Moine
46. Sainte-Christine
47. Saint-Florent-le-Vieil
48. Saint-Georges-des-Gardes
49. Saint-Germain-sur-Moine
50. Saint-Laurent-de-la-Plaine
51. Saint-Laurent-des-Autels
52. Saint-Laurent-du-Mottay
53. Saint-Lézin
54. Saint-Macaire-en-Mauges
55. Saint-Philbert-en-Mauges
56. Saint-Pierre-Montlimart
57. Saint-Quentin-en-Mauges
58. Saint-Rémy-en-Mauges
59. Saint-Sauveur-de-Landemont
60. Tillières
61. Torfou
62. Valanjou
63. Villedieu-la-Blouère

et 6 autres communes dans la communauté de communes du Bocage :
1. Les Cerqueux
2. Coron
3. Somloire
4. Yzernay
5. Maulévrier
6. La Plaine

Bien que la communauté de communes du Bocage se soit retirée du syndicat mixte le 1er décembre 2015, le SCoT du Pays des Mauges approuvé en 2013 et mis en oeuvre par les sept intercommunalités reste applicable aux deux intercommunalités restantes et aux 71 communes qui les composaient en 2007 (69 en fin 2015 car déjà certaines avaient formé des communes nouvelles plus petites mais aujourd'hui dissoutes) et qui totalisaient alors environ 125 000 habitants.

## Historique
Le 1er décembre 2015, la communauté de communes du Bocage s'est retiré du syndicat mixte.
Le 15 décembre 2015, six des sept communautés de communes se transforment chacune en commune nouvelle par la fusion des communes qui les composent. Puis ces communes nouvelles se regroupent pour créer le 1er janvier 2016 la communauté de communes Mauges Communauté, ce qui entraîne la dissolution automatique du syndicat mixte qui les groupait encore le 31 décembre 2015.
Le Pays des Mauges ne compte alors plus que deux intercommunalités, dont le SCoT déjà approuvé en 2013 reste applicable jusqu'à sa révision. Le SCoT doit être mis en œuvre par les communes et leurs intercommunalités dans les 3 ans qui suivent son entrée en vigueur, donc avant 2016, puis obligatoirement évalué dans les 6 ans (avant 2019).
La Loi SRU fixant également l'obligation pour tout nouveau SCoT d'inclure dorénavant au moins 2 intercommunalités formant un territoire d'un seul tenant, la communauté de communes du Bocage (en Maine-et-Loire) devra se décider avant 2019 pour rejoindre soit le futur SCoT du Pays des Mauges, soit celui de la communauté d'agglomération du Choletais, soit encore celui de la communauté d'agglomération du Bocage Bressuirais (dans les Deux-Sèvres), et la nouvelle structure aura 3 ans pour l'étudier et le faire approuver. Le Pays du Choletais a d'ailleurs entrepris la révision de son SCoT pour y intégrer à terme la communauté de communes du Bocage (de Maine-et-Loire), puisque la loi SRU oblige ces deux intercommunalités à s'allier pour définir tout nouveau SCoT, et sinon à mettre en œuvre leurs plans de développement intercommunaux pour être conformes aux objectifs et obligations de la loi et donc à les réviser en cas de besoin ou à s'allier pour le faire.
Le Pays des Mauges lui-même n'a plus de structure de coopération, son syndicat mixte ayant été dissous en fin 2016, mais les obligations qui en sont issues restent en vigueur au moins jusqu'en 2019.

## Compétences
- Développement économique : soutenir la création, la reprise et le développement d’entreprises par le biais de trois dispositifs :
  - la Cour de Création, structure d’hébergement et d’accompagnement pour les porteurs de projets innovants,
  - Pays Anjou Initiative, prêt à taux zéro pour la création et la reprise d’entreprises,
  - ORAC : aide au développement des entreprises artisanales, commerciales et de services du territoire. Une ORAC est une opération collective permettant de mobiliser des financements publics d’État attribués par la Ministre de l'artisanat, du commerce et du tourisme dans le cadre du Fonds d'intervention pour les services, l'artisanat et le commerce (FISAC).
- Élaborer le Schéma de Cohérence Territoriale, cadre de référence aux politiques d’aménagement répondant aux enjeux du développement durable.
- Animer l’Observatoire de Pays : réseau de collecte, d’analyse et de diffusion de données géographiques et statistiques.
- SIG (Système Information Géographique) : homogénéiser et mutualiser des moyens de SIG nécessaires aux collectivités adhérentes.
- Élaborer le Plan climat : plan d’action concerté pour réduire les émissions de gaz à effet de serre sur le territoire.
- Animer la politique contractuelle sur les Mauges : Contrat Territorial Unique (Région) et LEADER (Europe).
- Animer le CLIC de Pays (Centre Local d'Information et de Coordination : conseil et orientation des personnes de plus de 60 ans et des familles.
- Spectacle vivant : aide et soutien à l’association Scènes de Pays dans les Mauges.
- Animation et sensibilisation à l’environnement : aide et soutien au CPIE Loire et Mauges (Centre Permanent d’Initiatives pour l’Environnement).

## Fonctionnement
- Le comité syndical, assemblée délibérante du syndicat mixte, est composé de 78 délégués désignés par les 6 communautés de communes et qui représentent les 63 communes.
- Le Président du Pays des Mauges est André Martin, également maire de Saint-Sauveur-de-Landemont et président de la communauté de communes de Champtoceaux.
- Le bureau exécutif du syndicat mixte comprend 6 vice-présidents qui sont :
  - les présidents des communautés de communes du territoire (bureau restreint), ainsi que 2 délégués supplémentaires par communauté de communes (bureau élargi soit 18 membres) ;
  - les commissions et comités consultatifs.
- Le travail du syndicat mixte s’organise autour de 8 commissions ou comités de pilotages, composés d’élus syndicaux, et de 7 comités consultatifs, composés de socioprofessionnels, l’ensemble formant le conseil de développement.